# شورلت کوروت سی۷

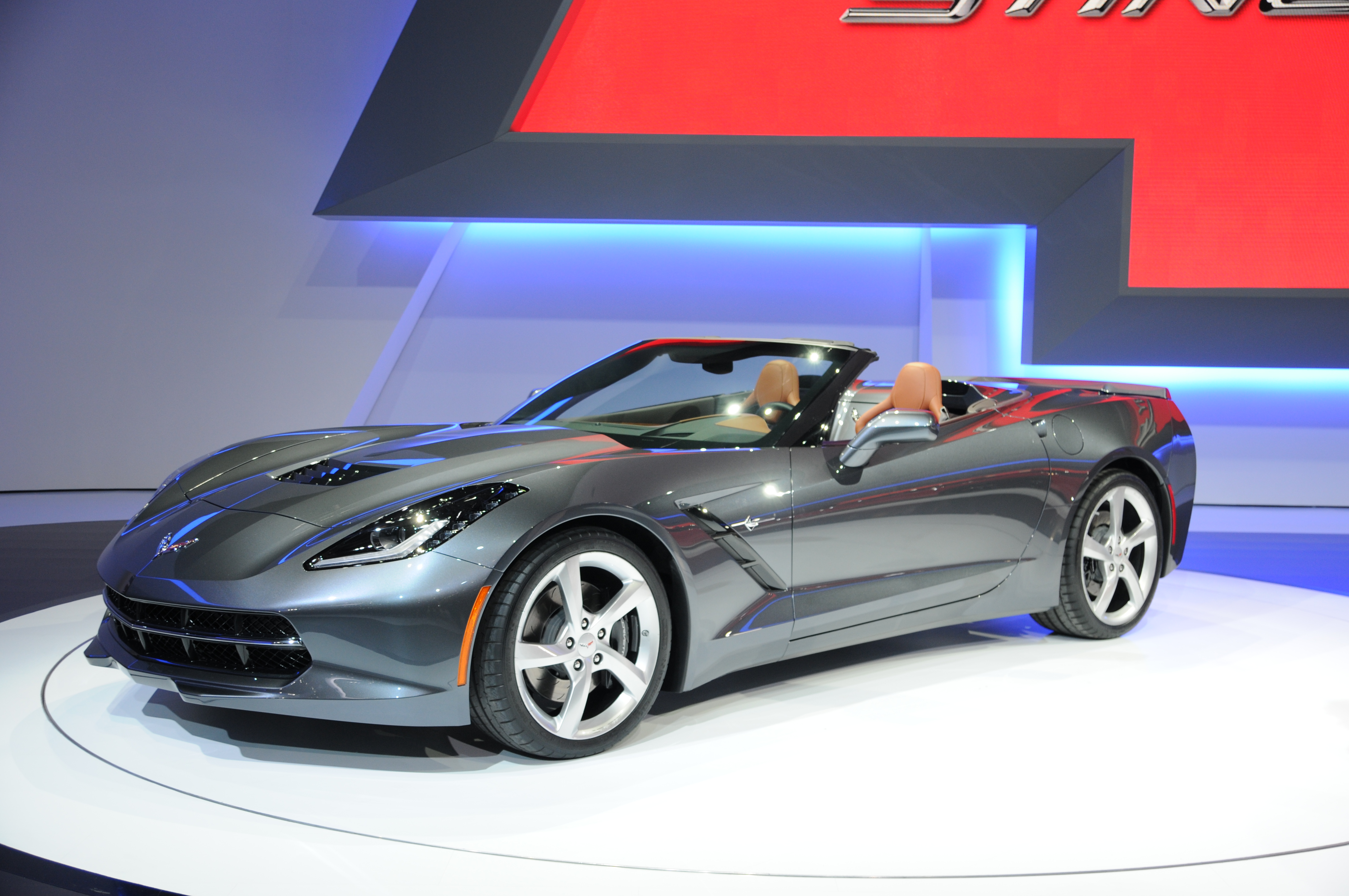

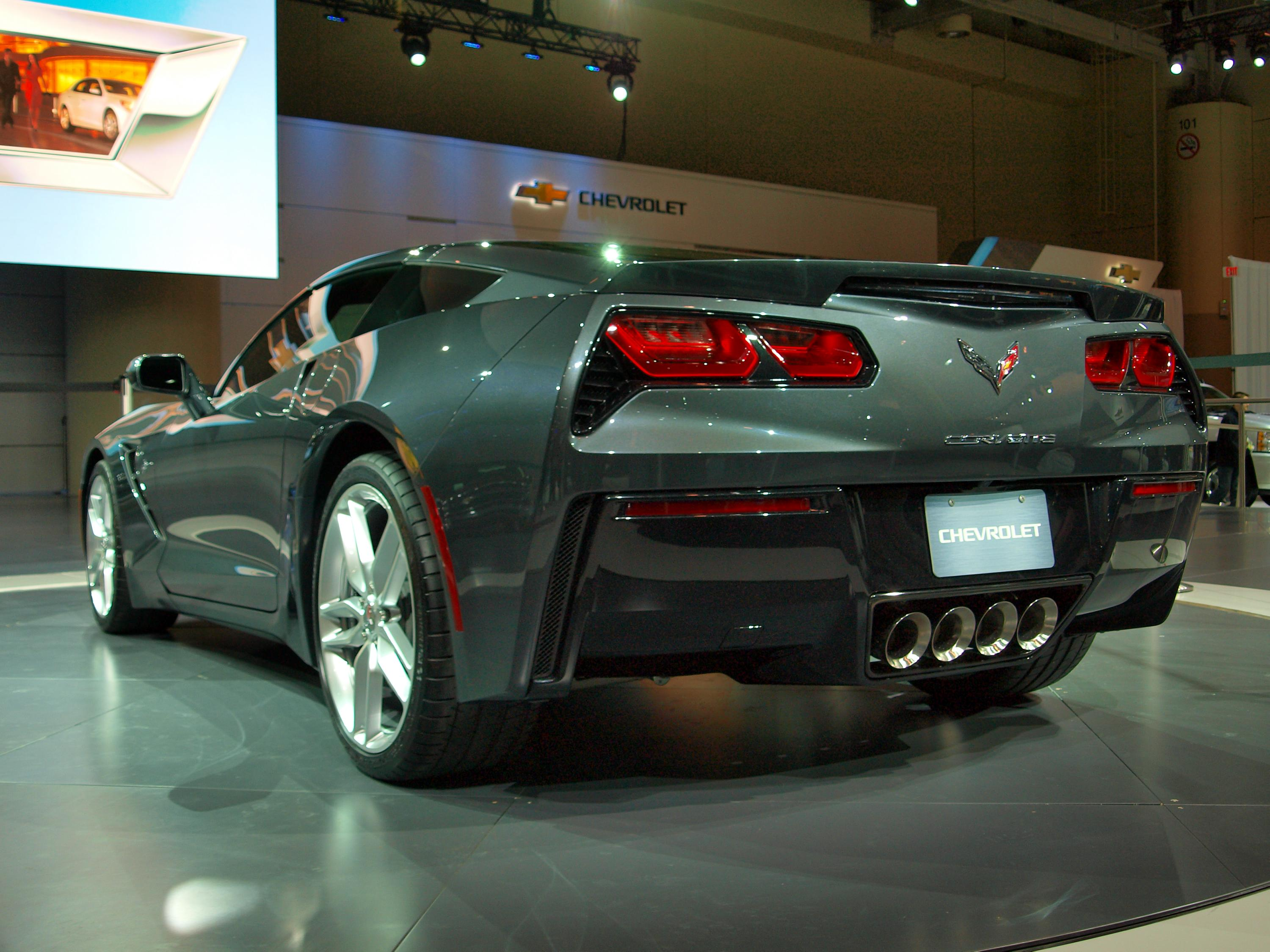

شورولت کوروت سی۷ (Chevrolet Corvette C7) نام یک خودروی سوپر اسپورت از اقسام شورلت کوروت است که از سال ۲۰۱۳ تا سال ۲۰۱۹ در ایالات متحده آمریکا تولید شده‌است. امروزه خط تولید این خودرو متوقف شده‌است و مدل C8 از سال ۲۰۲۰ تاکنون تولید می‌شود.